# Lommerlust (Zeist)
Lommerlust is een buitenplaats uit het begin van de 19e eeuw gelegen aan de Utrechtseweg 121 in Zeist.
Het monumentale huis kende verschillende eigenaars. Bij het huis op ruim twee hectare grond hoorden een koetshuis, een tuinmanswoning, een moestuin en een boomgaard. Het pand werd in 1871 verkocht voor f. 28.000,- aan de Utrechtse zakenman Pieter van den Arend. Uit deze tijd stammen twee litho's van het gebouw door Petrus Josephus Lutgers en Michel Mourot. Uit 1828 bleef een prent bewaard naar een tekening van Theodoor Soeterik.
De villa werd in het begin van de 20e eeuw herdoopt tot 'Livland' en werd in het midden van de 20e eeuw enkele decennia als rust- verpleegtehuis gebruikt. Rond 1978 werd het, na een korte periode van leegstand en kraak, gerenoveerd en uitgebouwd met twee zijvleugels in gelijke bouwstijl. Het nu U-vormige complex werd ingericht met veertien woonappartementen en staat sinds de verbouwing weer bekend onder de oorspronkelijke naam.
Het huis staat pal aan de noordzijde van een grote doorgaande weg en heeft de ingang weer aan de tuinzijde zoals vroeger. Een groot deel van het terrein werd in 1934 verkocht voor de nieuwbouw van middenstandswoningen aan Laan Lommerlust, die direct rechts van het gebouw was aangelegd. De zichtas op de middenpartij van de villa met zijn opvallende centrale erker wordt gevormd door de Van Renesselaan.

## Eigenaars en bewoners
- 1829 - 1837:   weduwe C. van Beest
- 1837 - 1840:   Engelina Johanna Kuhn
- 1840 - 1871:   Johannes Hendricus van der Meulen en zijn echtgenote Johanna Marwijk
- 1871 - 1872:   Pieter van den Arend
- 1872 - 1906:   Willem van Oosterwijk Bruijn (1829-1903) en zijn echtgenote Louise Albertine van Oosterwijk Bruijn-Smith (1830-1907)
- 1906 - 1950:   Owen Maurits Blanckenhagen (1847-1911) en diens zoon mr. Willem Henri Johan Blanckenhagen (1876-1950) (de villa wordt omgedoopt tot Livland)
- 1951 - 1974:   Teuntje Biichner-van der Wiel (rusthuis)
- 1979 - heden:  appartementen

## Afbeeldingen

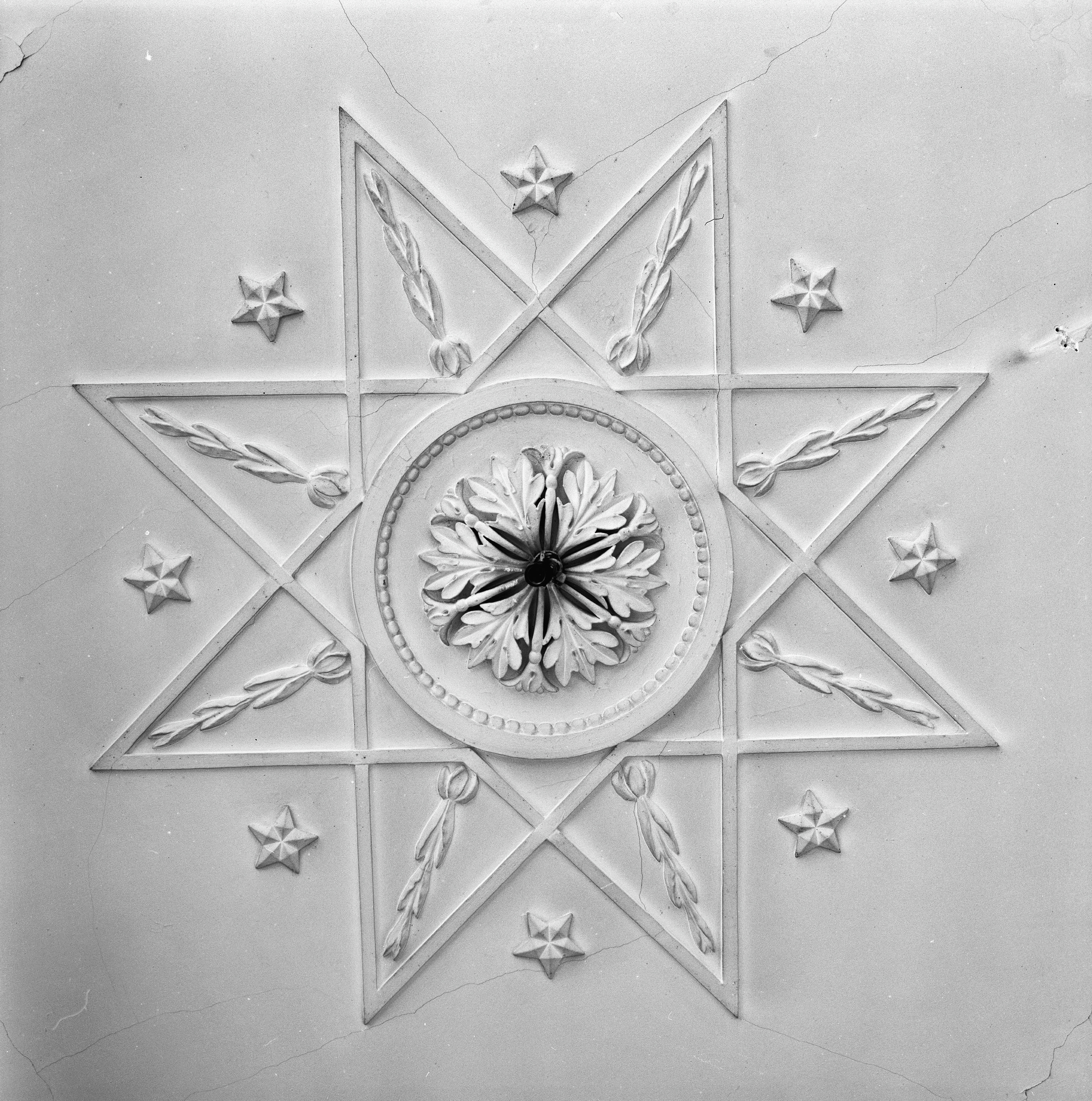
Detail van een plafond
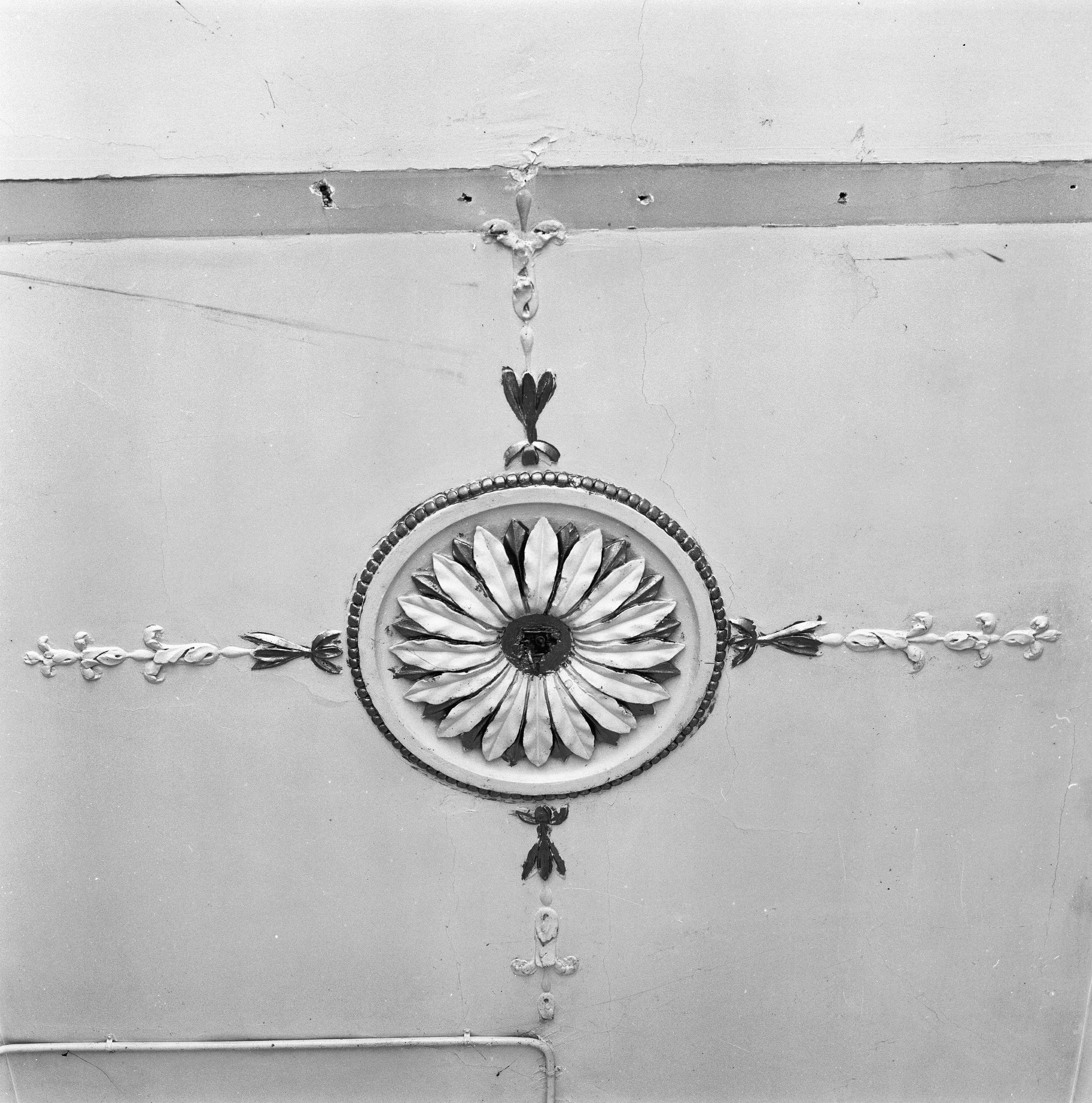
Detail van een plafond
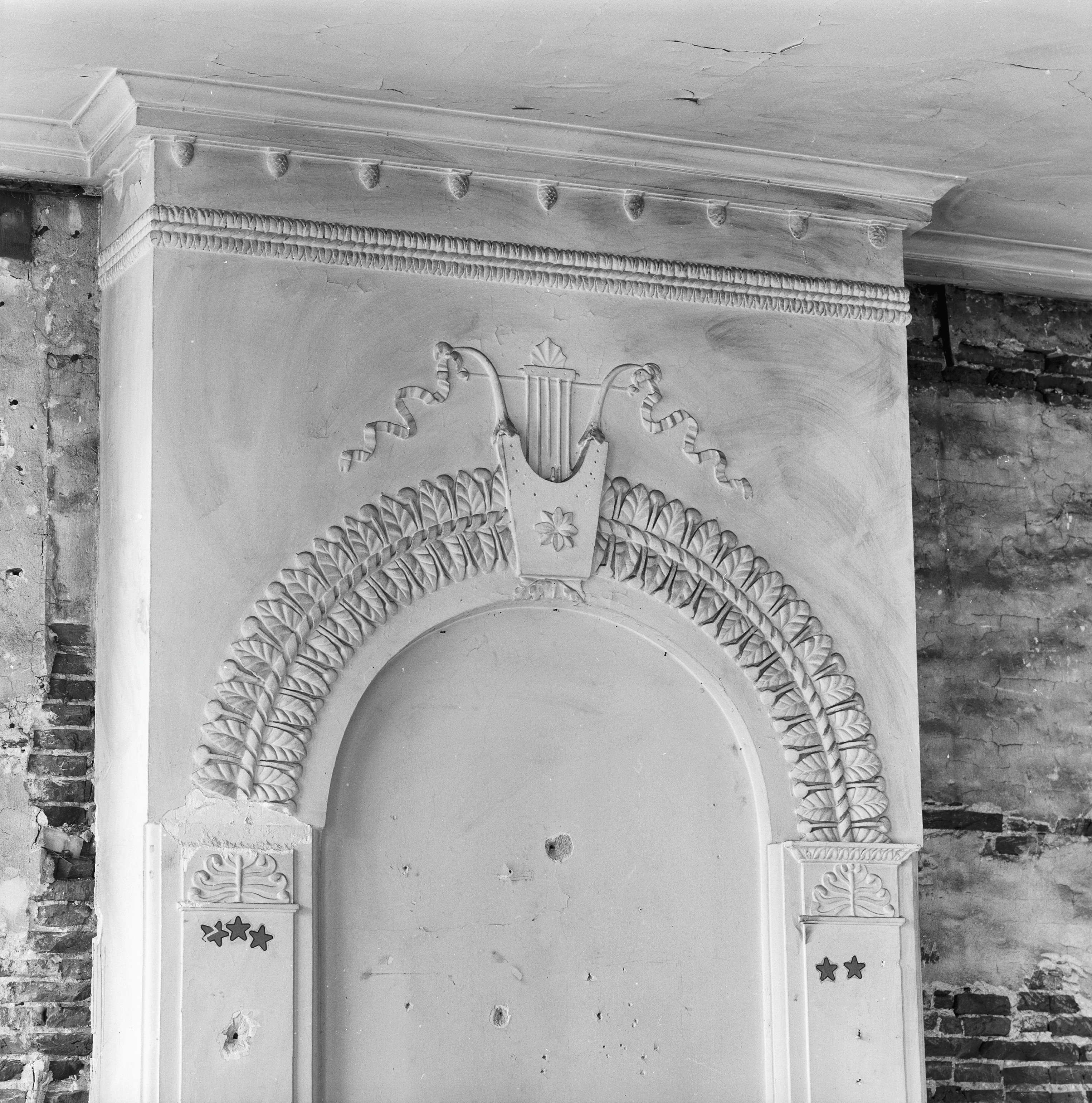
Detail van een schouw